# 식민제국
식민제국(植民帝國, 영어: Colonial empire)은 19세기~20세기의 열강들을 일컫는 말이다.

## 목록

### 유럽
- 벨기에 식민제국 (1908~1962)
  - 아프리카 식민지
    -  벨기에령 콩고 (1908~1960)
    -  루안다-우룬디 (1922~1962)

  - 아시아의 식민지
    -  톈진 조계지 (1902~1931)
- 대영 제국 (1707~1997/현재)

- - 유럽의 식민지
    -  영국령 키프로스 (1878~1960)
    - 몰타 왕립 식민지 (1813~1964)
    -  영국령 아일랜드 (1801~1922)
    -  이오니아 제도 합중국 (1815~1864)
    -  지브롤터 (1713~)
    - 영국령 메노르카 (1708~1802)
    -  영국령 헬리골란드 (1814~1890)

  - 아프리카의 식민지
    -  영국령 소말릴란드 (1884–1960)
    -  영국령 이집트 (1914–1936)
    -  앵글로-이집트 수단 (1899–1956)
    -  동아프리카 보호령 (1895–1920)
    -  케냐 식민지 (1920–1963)
    -  우간다 보호령 (1894–1962)
    -  탕가니카 속령 (1922–1961)
    -  니아살랜드 (1893–1964)
    -  북로디지아 (1924–1964)
    -  남로디지아 (1923–1965), (1979–1980)
    -  베추아날란드 보호령 (1885–1966)
    -  영국령 나이지리아 (1914–1954)
    -  영국령 골드코스트 (1867–1957)
    -  영국령 시에라리온 (1808–1961)
    -  영국령 감비아 (1821–1965)

  - 아메리카의 식민지
    -  13개 식민지
    -  영국령 서인도 제도
      -  바하마
      -  바베이도스
      -  버뮤다
      - 리워드 제도 (1671–1816),(1833–1958)
      - 윈드워드 제도 (1833–1960)
      -  케이맨 제도
      -  자메이카 식민지 (1655–1962)
      -  트리니다드 토바고
      -  터크스 케이커스 제도

    -  영국령 온두라스 (1862–1981)
    -  영국령 기아나 (1814–1966)
    -  모스키토 코스트 (1638–1860)

  - 남아시아의 식민지
    -  영국 동인도 회사 (1757–1858)
    -  인도 제국 (1858–1947)
    -  영국령 실론 (1815–1948)
    -  부탄 (보호령) (1907–1947)
    -  시킴주 (보호령) (1861–1948)
    -  네팔 (보호령) (1816–1923)

  - 동아시아의 식민지
    -  영국령 홍콩 (1841–1997)

  - 중동의 식민지
    -  휴전 오만 (1820–1971)
    -  영국령 바레인 (1861-1971)
    -  영국령 카타르 (1916–1971)
    -  이라크 위임통치령 (1920–1932) (1932–1958)
    - 트란스요르단 토후국 (1921–1946)
    -  팔레스타인 위임통치령 (1920–1948)
    -  쿠웨이트 셰흐국(1899–1961)
    -  아덴 보호령 (1872–1963)
    -  무스카트 오만 술탄국 (1892–1970)
    -  아프가니스탄 토후국 (보호령) (1879–1947)

  - 동남아시아의 식민지
    - 영국령 벤쿨렌
    - 영국령 말라야
    - 영국령 보르네오

  - 자치령
    -  캐나다
    -  뉴펀들랜드 자치령
    -  오스트레일리아
    -  뉴질랜드
    -  남아프리카 연방‏‎
- 덴마크 (1620–1979/현재)
  -  덴마크령 인도 (1620–1869)
  -  덴마크령 골드코스트 (1658–1850)
  -  덴마크령 서인도 제도 (1754–1917)
  -  그린란드 (1814–)
- 네덜란드 제국 (1602–1975/현재)
  - 아메리카의 식민지
    -  뉴네덜란드
    -  네덜란드령 기아나
    -  네덜란드령 브라질 (1630-1654)
    -  네덜란드령 카리브
    -  네덜란드령 골드코스트 (1612-1872)

  -  네덜란드 동인도 회사
    -  네덜란드령 동인도
      -  네덜란드령 뉴기니

    -  네덜란드령 케이프 식민지 (1652–1806)
    -  네덜란드령 포르모사 (1624–1662)
    -  네덜란드령 실론 (1640-1796)
    -  네덜란드령 믈라카 (1641-1795) (1818-1825)
    -  데지마 (1641–1854)[1]
    -  네덜란드령 모리셔스 (1638–1710)
- 프랑스 식민제국 (1534–1980/현재)

- - 아메리카의 식민지:
    - 프랑스령 남극: (1555–1567)
    -  누벨프랑스 (1534–1763)
    -  프랑스령 루이지애나
    -  프랑스령 서인도 제도 (1635–현재)
      -  과들루프 (1635-현재)
      -  마르티니크 (1635–현재)
      -  생마르탱
      -  생바르텔레미

    -  프랑스령 기아나
    -  생피에르 미클롱

  - 아시아의 식민지:
    - 프랑스령 인도 (1664–1962)
    -  프랑스령 인도차이나 (1887–1954)
      - 프랑스령 라오스 (1893–1953)
      - 프랑스령 캄보디아 (1863–1953)
      - 베트남
        - 프랑스령 코친차이나 (1858–1949)
        -  안남 보호령 (1883–1949)
        - 프랑스령 통킹 (1884–1949)

    - 중국
      -  상하이 조계 (1849–1946)
      - 톈진 조계 (1860–1946)
      - 한커우 조계 (1898–1946)
      - 샤미안섬 (1859–1949)
      -  광저우만 조차지 (1898–1945)

  - 중동의 식민지:
    - 프랑스 위임통치령 시리아 (1920–1946)

  - 아프리카의 식민지:
    - 프랑스령 북아프리카 (1830–1934)
    -  프랑스령 알제리
    - 프랑스령 모로코 (1912–1956)
    -  프랑스령 튀니지 (1886–1956)
    -  프랑스령 소말릴란드 (1883–1975)
    - 프랑스령 서아프리카 (1895–1958)
    -  프랑스령 마다가스카르 (1882–1958)
    -  프랑스령 코모로 (1866–1968)
    - 프랑스령 적도 아프리카 (1910–1958)
    - 프랑스령 모리셔스 (1715–1810)
    - 프랑스령 세이셸 (1756–1810)
    - 프랑스령 인도양 군도
    -  레위니옹 (1710–현재)
    - 마요트 (1841–현재)

  - 오세아니아의 식민지:
    -  뉴헤브리디스 (1906–1980)
    -  프랑스령 폴리네시아
    -  누벨칼레도니
    -  왈리스 푸투나
    - 클리퍼턴섬
- 독일 제국 (1884–1920)
  -  독일령 카메룬 (1884–1918)
  -  토골란드 (1884–1916)
  -  독일령 남서아프리카 (1884–1919)
  -  독일령 뉴기니 (1884–1919)
  -  독일령 동아프리카 (1885–1919)
  -  독일령 사모아 (1900–1920)
  - 톈진 조계
  - 한커우 조계
  - 자오저우만 조차지
- 이탈리아 제국 (1882–1960)
  -  이탈리아령 에리트레아 (1882–1947)
  -  이탈리아령 소말리아 (1889–1947, 1950–1960)
  -  에티오피아 (1936–1941)
    -  이탈리아령 동아프리카

  -  이탈리아령 키레나이카 (1912–1947)
  -  이탈리아령 트리폴리타니아 (1912–1947)
    -  이탈리아령 리비아
    - 남부 군사 지역

  -  이탈리아령 에게해 제도 (1912–1947)
  -  이탈리아령 알바니아 (1939–1943)
  - 이탈리아령 프랑스 (1940–1943)
  -  이탈리아령 몬테네그로 (1941–1943)
  - 톈진 조계 (1901–1947)
- 포르투갈 제국 (1415–1999)
  -  포르투갈 브라질 알가르브 연합왕국
  -  포르투갈령 인도 (1505–1961)
  -  포르투갈령 실론 (1598–1658)
  -  포르투갈령 티모르 (1702–1975)
  -  포르투갈령 마카오 (1557–1999)
  - 포르투갈령 믈라카 (1511–1641)
  - 포르투갈령 나가사키 (1580–1587)
  - 포르투갈령 오만 (1507–1656)
  - 타망 (1514–1521)
  - 아프리카의 식민지
    -  포르투갈령 모잠비크 (1498–1975)
    - 포르투갈령 앙골라 (1575–1975)
    - 포르투갈령 기니 (1474–1974) (1974–1975)
    -  포르투갈령 카보베르데 (1462–1975)
    -  포르투갈령 상투메 프린시페 (1470–1975)
    - 상 주앙 바프티스타 드 아주다 요새 (1721–1961)
    - 포르투갈령 골드코스트 (1482–1642)
- 러시아 제국 (1721–1917)
  - 핀란드 대공국
  - 시베리아
  - 캅카스
  - 중앙아시아
  -  러시아령 아메리카 (1733–1867)
  - 사갈로 (1889)
  - 러시아령 포트아서
  - 톈진 조계
- 스페인 제국 (1492–1825/1898-1975)

- - 아메리카의 식민지:
    -  누에바에스파냐
    -  페루 부왕령
    -  누에바그라나다 부왕령
    -  리오데라플라타 부왕령

  -  스페인령 동인도 (1565–1898)[2]
    -  스페인령 필리핀 총독
    -  스페인령 포르모사 (1626-1642)

  -  스페인령 서아프리카
    -  스페인령 기니 (1778–1968)[3]
    -  스페인령 사하라 (1884–1975)
    -  스페인령 모로코 (1912–1956)
    -  이프니 (1476~1524/1859–1969).

  - 합스부르크가 및 부르봉가의 국가들
    -  스페인령 네덜란드 (1555–1713)
      -  네덜란드 17주 (1555–1581)
      -  합스부르크 네덜란드 (1555–1713)
      -  스페인령 룩셈부르크 (1555–1713)

    -  부르군트 자유백국 (1555–1678)
    -  샤롤레 (1555–1678)
    -  오트알자스 (1617–1648)[4]
    -  사르데냐 왕국 (1479–1713, 1717-1720)
    -  시칠리아 왕국 (1479–1713), 1734-1815)
    -  나폴리 왕국 (1503–1713), 1734–1806)
    - 모나코 공국 (1524–1641)
    -  프레시디국 (1557–1708)
    -   밀라노 공국 (1559–1706)
    -  피날레 후작령 (1602–1713)
    -  발텔리나 (1620–1639)
    -  피옴비노 후국 (1628–1634)
    -  파르마 피아첸차 공국 (1734–1738, 1748–1796, 1847–1854)
    -  에트루리아 왕국 (1801–1807)
    -  루카 공국 (1815–1847)
    -  양시칠리아 왕국 (1815–1860)
- 스웨덴 제국 (1638–1663, 1733, 1784–1878)
  - 아메리카의 식민지:
    -  뉘아스베리예 (1638–1655)
    -  스웨덴령 생바르텔레미 (1784–1878)
    -  스웨덴령 과들루프 (1813–1814)

  - 스웨덴령 골드코스트 (1650–1658, 1660–1663)
  -  스웨덴 아프리카 회사
  -  스웨덴 동인도 회사
  -  파랑기페타이 (1733)
  -  광동십삼행 (1757–1860)

### 아시아
- 일본 제국 (1868–1945)
  -  에조 공화국 (1869)
  -  류큐국 (1879–1945)[5]
  -  대만 (1895–1945)
  -  가라후토 (1905–1949)
  -  한반도 (1910–1945)
  -  남양 군도 (1919–1947)
  -  만주국 (1932–1945)
  -  대동아공영권 (1932–1945)
- 오스만 제국 (1354–1908)
  - 유럽의 식민지:
    - 크레타국 (1898–1913)
    -  크림 칸국 (1475–1774)
    -  알바니아 (1479–1912)
    -  보스니아 헤르체고비나 (1463–1908)
    -  불가리아 (1396–1878)
    -  크레타 (1667–1898)
    -  키프로스 (1571–1878)
    -  그리스 (1453–1830)
    -  헝가리 (1541–1699)
    -  세르비아 (1459–1804)
    -  루멜리아 속주 (1365–1867)
    -  로도스 산자크 (1522–1912)
    -  몰다비아 왈라키아 연합공국 (1859–1862)

  - 아시아의 식민지:
    -  아체 술탄국 (1496–1903)
    -  아라비아 (1517–1919)
    -  이라크 (1538–1918)
    -  시리아 (1517–1918)
    -  네지드 토후국 (1818-1914)
    -  하베시 (1554–1872)

  - 아프리카의 식민지:
    - 이집트 케디브국 (1867–1914)
    -  투르크-이집트 수단 (1820–1885)
    -  이집트 속주 (1517–1914)
    - 알제리 섭정국 (1516–1830)
    - 트리폴리타니아 (1551–1912)
    -  튀니지 (1574–1881)

### 비공식적으로 식민지배를 행한 국가들
- 미국 (1848–현재)
  - 해외 영토:
    -  미국령 군소 제도 (1857–현재)
    -  아메리칸 사모아 (1900–현재)
    -  괌 (1899–현재)
      -  괌 해군기지 (1899–1950)

    -  북마리아나 제도 (1986–Present)
    -  푸에르토리코 (1899–Present)
      -  푸에르토리코 군정 (1899–1900)
      -  푸에르토리코 섬 정부 (1900–1952)

    -  미국령 버진 제도 (1917-현재)
    - 필리핀 (1899–1946)
      -  필리핀 군정(1899–1902)
      -  Insular Government of the Philippine Islands (1902–1935)
      -  Commonwealth of the Philippines (1935–1946)

    -  하와이 공화국 (1898–1900)
    - 스완 제도 (1863–1972)

  - 관리 지역:
    - 캔턴섬 및 엔더베리섬 (1939–1979)
    - 톈진 조계 (1860–1901)
    - 미국 통치기 쿠바 (1899–1902)
    - 관타나모만 해군기지 (1903–현재)
    -  파나마 운하 지대 (1903–1999)
    - 콘 제도 (1914–1971)
    - 피투피크 우주기지 (1943–현재)
    -  태평양 제도 신탁통치령 (1947–1994)
    -  류큐 제도와 다이토 제도 (1950–1972)
    - 오가사와라 제도와 미나미토리섬 (1952–1968)

  - 기타 식민지:
    -  라이베리아 식민지 (1821–1847)
- 이스라엘 (1948–현재)
  - 시온주의
    -  요르단강 서안 지구 (1967–현재)
    -  가자 지구 (1967–2005, 2023–현재)
    -  골란고원 (1967–현재)
    -  시나이반도 (1967–1982)

  -  합스부르크 군주국과  오스트리아-헝가리 (1719–1750, 1778–1783, 1901–1917)[6]
    - 합스부르크 군주국의 식민 정책
      -  오스텐드 회사
        - 반키푸르
        - 코벨롱

      - 오스트리아 동인도 회사
        - 니코바르 제도 (1778–1785)
        - 마푸투 (1773–1781)
        - 마다가스카르 (1774–1779)
        - 북보르네오

    - 제믈랴프란차이오시파 제도
    - 톈진 조계 (1901–1917)
    - 헝가리의 식민 지배 시도[7][8]

  -  폴란드-리투아니아 (1637–1795)
    - 쿠를란트-젬갈렌 공국 (1637–1690):
      - 쿠를란트-젬갈렌의 아프리카 식민지
      - 쿠를란트-젬갈렌의 아시아 식민지

  -  신성 로마 제국 (1683–1721)
    -  브란덴부르크-프로이센 (1683–1721)[6]
    -  하나우 공국[9]
    - 아스카니아노바 (1828–1856)
    - 아메리카 식민지
      - 클라인 베네디히 (1528–1546)

  -  통일 이전 이탈리아

- -     -  토스카나 대공국: 손튼 탐험대 (1608–1609)
    -  시칠리아 왕국: 아프리카 왕국 (1135–1160)
    -  몰타 기사단: 아메리카 식민지
    -  제노바 공화국: 제노바 식민지
    -  베네치아 공화국: 스타토 다 마르

  -  노르웨이
    - 에이리크라우디란드
    - 노르웨이의 해외 영토 (1927–1957)[10]

  -  스코틀랜드 왕국 (1621–1707)
    - 아메리카 식민지

  -  칠레 (1888–1966)
    - 이스터섬

  -  모로코 (1975–현재)
    - 남부 지방

  -  오만 제국 (1652–1892)
    -  야루바 (1624–1742)
    -  무스카트 술탄국 (1652–1820)
    - 잔지바르 술탄국 (1632–1890)
    - 몸바사 (1698–1728, 1729–1744, 1837–1890)
    - 과다르 (1783–1958)

  - 중국 제국 (221 BC – 1911)
  -  에티오피아 제국
    - 예멘 부왕령 (520–578)
    - 남동부 지역 (1878–현재)
      - 소말리
      - 오로미아
      - 감벨라
      - 남부국민민족인민주

    -  에리트레아 (1952–1993)

  -  페르시아 제국
    - 오만 (기원전 5세기–628; 1743–1747)
    - 바레인 (기원전 5세기–629; 1077–1253, 1330–1507)
    - 예멘 (570–628)
    - 비자푸르 술탄국 (1490-1686)

  - 라시둔 칼리파국, 우마이야 칼리파국,  아바스 칼리파국
    - 알안달루스
      - 우마이야 갈리아

    - 마그레브
    - 아글라브
      - 이탈리아 남부
        - 시칠리아 토후국
        - 바리 토후국
        - 몰타

    - 알자지라
      - 알아와심

    - 페르시아
      - 아라비스탄
      - 캄슈

    - 중앙아시아
      - 호라산

    - 아르미니야

  -  촐라 제국
    - 스리위자야
    - 스리랑카

  -  시크 제국 (1799–1849)
    -  잠무 카슈미르 (1819–1846)
    - 카이베르파크툰크와 (1834–1849)

## 같이 보기
- 제국
- 대분기
- 패권
- 제국주의
- 거대 제국 목록
- 유목제국
- 태양이 지지 않는 나라